# Семейный альбом
«Семейный альбом» — первый альбом проекта «Переучёт» рэпера Oxxxymiron и его троюродного брата Славы Лобанова. Состоит из 9-и треков длительностью от 1:56 до 8:36 минут.

## Предыстория
В 2011 году у себя в Твиттере Мирон рассказал про своего троюродного брата, которого последний раз видел ещё ребёнком. Как оказалось, он тоже занимался музыкой — на тот момент Слава писал в жанрах гараж/арт-рок и выступал по питерским клубам.

## Выпуск альбома
Выход альбома предваряла серия тизерных видео, где участники проекта ходят по Стамбулу, собирают артефакты, а параллельно знакомят слушателей с фрагментами нового релиза. 14 декабря за день до выхода альбома на платформе YouTube выходит клип на песню «Заходи скорее».

## Список композиций
Альбом состоит из 9-и композиций, Музыка, слова, вокал — Слава Лобанов, Мирон Фёдоров.
| № | Название         | Длительность |
| - | ---------------- | ------------ |
| 1 | Заходи скорее    | 2:47         |
| 2 | Всё сразу        | 1:56         |
| 3 | Макдональдс      | 2:06         |
| 4 | Семейный альбом  | 6:26         |
| 5 | Суп дня          | 1:55         |
| 6 | Соседи           | 2:49         |
| 7 | Захизр           | 3:55         |
| 8 | Табак два        | 2:29         |
| 9 | 2010-е кончились | 8:36         |

## Примечание
1. ↑  https://x.com/norimyxxxo/status/38024618426105856. Twitter (17 февраля 2011).
2. ↑  Переучет выпустил «Семейный альбом». Дата обращения: 23 декабря 2023. Архивировано 22 декабря 2023 года.